# جيم بار (لاعب كرة قاعدة)
جيم بار (بالإنجليزية: Jim Barr)‏ هو لاعب كرة قاعدة أمريكي، ولد في 10 فبراير 1948 في لينووود في الولايات المتحدة.

## وصلات خارجية
- جيم بار على موقعبيزبول رفرنس.كوم (الدوري الرئيسي) (الإنجليزية)
- جيم بار على موقعبيزبول رفرنس.كوم (الدوري الثانوي) (الإنجليزية)